# Boleslas Maurice Wolff
Boleslas Maurice Wolff (en polonais : Maurycy Bolesław Wolff ; en russe : Маврикий Осипович Вольф), né le 24 novembre 1825 à Varsovie et mort le 3 mars 1883 à  Saint-Pétersbourg, est un libraire et éditeur polonais et russe.
Wolff a étudié la librairie, notamment à Varsovie, Paris, Leipzig. En 1848 il vient à Saint-Pétersbourg et est nommé gérant de la maison Issakoff. Il s’occupe d’éditions polonaises de célèbres écrivains polonais dont la première édition complète d’Adam Mickiewicz. En 1853, il quitte Issakoff pour ouvrir sa propre libraire  et commence à éditer des livres en langue russe. En trente ans, sa maison d’édition et imprimerie publie près de 4000 ouvrages, dont plusieurs traductions des ouvrages de Adolphe Thiers, Macaulay, Henry Buckle, Stuart Mill, Heine, Goethe, Gotthold Ephraim Lessing, Lanfrey, le Jules César de Napoléon III, les Césars du comte de Champagny, Louis Blanc, Vigny, Charles Darwin, Walter Scott, James Fenimore Cooper, Jules Verne, les Contes de Perrault avec illustrations de G. Doré, etc.